# Scuola superiore di agricoltura di Portici
La Scuola superiore di agricoltura di Portici è un istituto  creato nel 1872 per iniziativa della Provincia di Napoli che l'anno precedente era riuscita a riscattare dal Demanio l'ex reggia di Portici appartenuta ai Borbone.

## La storia

### La fondazione
Subito dopo l'Unità d'Italia in molte città si sviluppò un ampio dibattito centrato sul problema dell'insegnamento agrario. A Napoli, tra gli altri, si segnalò l'intervento di Francesco Del Giudice che suggerì di creare nelle province napoletane quattro istituti agrari e un istituto superiore centrale. Fu però Carlo Ohlsen nel 1865 a suggerire al Consiglio provinciale di Napoli di fondare a Portici una Scuola superiore di Agricoltura presso la Reggia borbonica, da poco espropriata ai Borbone e passata al demanio. Dopo numerose discussioni e contrasti tra le parti in causa, la Legge 337 del 3 luglio 1871 stabilì la vendita della tenuta di Portici a favore della Provincia di Napoli perché fosse lì costituita la Scuola Superiore, che vide ufficialmente la luce con Regio Decreto del 14 gennaio 1872. Fin dal 1874 accanto alla Scuola fu istituito un convitto per giovani contadini tra i 12 e 15 anni che aveva il compito di formare esperti coltivatori; questa scuola-convitto fu trasferita a partire dal 1892 a Poggiomarino. La solenne inaugurazione della Scuola avvenne il 9 gennaio 1873 con l'orazione del Ministro dell'agricoltura, dell'industria e del commercio Stefano Castagnola.

### Gli inizi (1872-1895)
Il primo Direttore della Scuola fu Alfonso Cossa (1872-73). Gli inizi della Scuola furono molto difficili sia per la scarsità di risorse finanziarie che per le numerose critiche ed i tentativi di ingerenza da parte di enti finanziatori, come il Consiglio provinciale di Napoli. A Cossa subentrò come direttore Ettore Celi (1873-1880). In questi anni furono sistemati i fabbricati ed i terreni (per una estensione di circa 11.000 m²) della Scuola e furono organizzati l'Orto botanico, il Laboratorio di Botanica, i Gabinetti di Zootecnia, di Agraria, di Meccanica e costruzioni, di Chimica generale e di Chimica agraria. Il parco superiore della tenuta prese il nome di Parco Gussone, in onore del botanico Giovanni Gussone.
Nel 1877 con la soppressione del Maic, la Scuola passò al Ministero della pubblica istruzione. Ma nel 1878 la Scuola ritornò nell'ambito del ricostuito Maic e dopo un lungo braccio di ferro, nel 1889 la Scuola cessò di dipendere finanziariamente dalla Provincia di Napoli e passò completamente alle dirette dipendenze del Ministero. In questi anni per volere del ministero ci fu un riordinamento degli studi superiori agrari che coinvolse anche la Scuola di Portici: al direttore furono riconosciute le stesse prerogative riconosciute ai Rettori delle università e furono ampliati gli organici, sia dei docenti che del personale tecnico e amministrativo. Furono così introdotti nuovi insegnamenti, come quelli di Mineralogia e Geologia, Fisica e Meteorologia, Zoologia ed Entomologia, Idraulica agraria e Tecnologia chimico-agraria.
La Scuola raggiunse un buon livello scientifico e i direttori che si susseguirono in questi anni diedero un notevole impulso alla ricerca e al miglioramento delle strutture della Scuola. Paride Palmeri (Direttore dal 1880 al 1886 e dal 1897 al 1901) si dedicò soprattutto alla costruzione di un laboratorio di chimica, facendone uno dei più avanzati per quegli anni in Italia, soprattutto per la gran quantità di apparecchiature utilizzate. Almerigo Cristin (Direttore dal 1886 al 1891) diede un notevole impulso alla ricerca zootecnica ed in particolare creò un ricco museo che si affiancò al Gabinetto di Zootecnia. Italo Giglioli (Direttore dal 1889 al 1897) si occupò soprattutto del laboratorio di chimica agraria che ben presto divenne Stazione agraria sperimentale fungendo da laboratorio per analisi a pagamento di sostanze chimiche e industriali.
Nei suoi primi tre decenni di vita, la Scuola si impose dunque come una delle migliori in Italia per l'insegnamento degli studi agrari, con un ampio ventaglio di materie insegnate. I laboratori messi in piedi dai vari Direttori erano dotati di attrezzature scientifiche spesso all'avanguardia, con un numero sempre crescente di collezioni (mineralogiche, zootecniche, entomologiche, di prodotti chimici, di strumenti topografici e di geodesia, di attrezzature per l'oleificio e per il caseificio) a disposizione degli studenti.

### Gli anni eroici (1895-1915)
A partire dai primi anni del Novecento la Scuola di Portici, forte di un nuovo regolamento che ne aumentava l'autonomia sia amministrativa che economica, ebbe una notevole crescita testimoniata dai numeri in costante aumento degli insegnamenti attivati, dei docenti, delle iscrizioni di studenti iscritti e del numero dei laureati. Furono gli anni della definitiva affermazione della Scuola sia nel campo dell'insegnamento che in quello della ricerca. Sotto la Direzione di Salvatore Baldassarre (dal 1901 al 1903), Oreste Bordiga (dal 1903 al 1906 e poi di nuovo dal 1917 al 1920) e di Orazio Comes (dal 1906 al 1917), la Scuola affiancò agli insegnamenti di base nuove discipline, assegnate a docenti di grande fama, ma che fossero pur sempre legate alla risoluzione dei maggiori problemi legati all'agricoltura. L'insegnamento dell'Agronomia fu distinto in tre diverse materie: Arboricoltura, e selvicoltura, Orticoltura, Trattato delle coltivazioni. Nel Castello del Parco Gussone fu molto attivo l'Osservatorio meteorologico e geodinamico annesso alla cattedra di Fisica e meteorologia diretta da Filippo Campanile: oltre ai numerosi dati climatologici, furono avviati studi all'avanguardia sull'azione dell'elettricità sulle piante. Anche il laboratorio di Chimica agraria e la Stazione agraria sperimentale, sotto la direzione di Celsio Ulpiani, raggiunse una ben meritata fama per gli studi sulla proprietà dei suoli, sui rapporti pianta-suolo, sull'azione delle acque salmastre sulle coltivazioni. A questi risultati scientifici, si aggiunse un costante impegno per le sempre crescenti richieste di analisi di terreni, concimi, prodotti agrari. Una fama addirittura mondiale fu raggiunta in questi anni dalla Scuola entomologica diretta da Filippo Silvestri, che fu inviato anche in varie zone dell'Africa per arginare lo sviluppo di pericolosi parassiti, come la mosca delle arance. Altra importante novità fu l'istituzione nel 1902 di una cattedra di Batteriologia, ricoperta da Giacomo Rossi che si dedicò soprattutto a studi sulla malaria e grazie ai successi ottenuti in questo settore fu istituita a Portici la Stazione agricolo-antimalarica. Durante la sua Direzione della Scuola, Comes riuscì ad ottenere ulteriori fondi per una manutenzione straordinaria della Reggia e per riuscire sviluppare maggiormente l'attività didattica e quella dei laboratori in ambienti nuovi e meglio attrezzati.
Per tutti questi motivi, Manlio Rossi-Doria definì questi due decenni come "gli anni d'oro, gli anni eroici della Scuola di Portici".

### Tra le due Guerre (1916-1935)
Alla morte di Orazio Comes (1917) la direzione della Scuola tornò per un triennio nelle mani di Oreste Bordiga (dal 1917 al 1920). Da un punto di vista amministrativo alcuni importanti novità furono determinate dall'istituzione della libera docenza e successivamente da un decreto che determinò aumenti negli stipendi dei docenti, dei tecnici e del personale amministrativo delle RR. scuole superiori di agricoltura, oltre ad un incremento nell'organico del corpo docente e un aumento delle dotazioni per la didattica e la ricerca.
Gli anni Venti videro la lunga direzione dell'entomologo Filippo Sivestri (1920-1930). Continuò intensa in questi anni l'attività di ricerca che da un lato accompagnava la didattica, dall'altro si inseriva negli sviluppi dell'agricoltura italiana, particolarmente efficace nell'immediato primo dopoguerra (in primo luogo la battaglia del grano e la bonifica dell'Agro Pontino). Filippo Silvestri fu senza dubbio il più importante esponente della Scuola; la sua attività scientifica portò l'Entomologia e la Zoologia agraria di Portici ad essere all'avanguardia nel mondo. Da segnalare le ricerche in campo agronomico di Emanuele De Cillis, quelle mineralogiche e geologiche di Agostino Galdieri, il lungo magistero di economia ed estimo rurale di Oreste Bordiga, le importanti ed innovative sperimentazioni chimiche di Celsio Ulpiani, l'intensa attività sperimentale nella meccanizzazione delle attività agricole ad opera di Gian Domenico Mayer.  Dal 1920  al 1944, Alessandro Trotter, patologo, cecidiologo e micologo illustre, vi ricoprì la cattedra di patologia vegetale.
Nel 1923, in seguito all'emanazione del Regio decreto 2492, la Scuola Superiore divenne Reale Istituto superiore agrario; ciò servì ad equiparare la Scuola alle Università. Nel 1925 entrò in vigore il nuovo Statuto. Nel 1928 l'Istituto passò sotto le dipendenze del Ministero dell'educazione nazionale.

### La Facoltà di Agraria (1935-2012)
All'inizio degli anni Trenta una serie di leggi portarono al progressivo passaggio di tutti gli Istituti superiori al Ministero dell'educazione nazionale (istituito nel 1929 al posto del Ministero della Pubblica Istruzione). Il Regio Decreto 1071 del 1935 stabilì in quattro anni la durata degli studi per gli Istituti di Agraria, che avrebbero successivamente dovuto essere aggregati ad una Università.
L'Istituto superiore agrario di Portici fu aggregato alla Università di Napoli con Regio decreto del 27 ottobre 1935, n. 2127, divenendo così Facoltà di Agraria. In seguito a questa aggregazione, l'Istituto perse la sua autonomia didattica, amministrativa e disciplinare e dovette uniformarsi a quanto disposto dal Ministero per tutte le altre Facoltà di Agraria del Regno d'Italia. Successive disposizioni legislative disciplinarono l'ordinamento degli studi delle Facoltà di Agraria dividendo le materie in due bienni; tale ordinamento rimase in vigore fino agli anni Sessanta del 1900. Durante la Seconda Guerra Mondiale anche la Reggia di Portici, come tutta l'Università di Napoli, subì gravi danni alle strutture e alle attrezzature. La Reggia fu occupata nel 1943 dagli Alleati e subì la devastazione di numerosi viali, spazi coltivati, serre, parte dell'Orto botanico.
Di particolare rilievo nel periodo postbellico la lunga attività di docenza di Manlio Rossi-Doria che ricoprì la cattedra di Economia e politica agraria dal 1944 contribuendo a riformare profondamente la disciplina e circondandosi di tanti allievi, noti poi come "Gruppo di Portici" o "Gruppo Rossi-Doria".
A partire dall'anno accademico 2013-2014, in ottemperanza alla Riforma Gelmini, la Facoltà di Agraria è stata sostituita dal Dipartimento di Agraria.